# Wenceslau Braz, Paraná
Wenceslau Braz  este un oraș și o municipalitate din statul Paraná (PR), Brazilia.